# Jonas Boruta
 (décembre 2022).
Si vous disposez d'ouvrages ou d'articles de référence ou si vous connaissez des sites web de qualité traitant du thème abordé ici, merci de compléter l'article en donnant les références utiles à sa vérifiabilité et en les liant à la section « Notes et références ».
Jonas Boruta, né le 11 octobre 1944 à Kaunas  (république socialiste soviétique de Lituanie, URSS) et mort le  19 décembre 2022 à Marijampolė (Sudovie, Lituanie), est un prêtre jésuite lituanien, théologien et éditeur de la Chronique de l’Église catholique lituanienne (revue clandestine). 
Évêque auxiliaire de Vilnius en 1997, il est transféré à Telšiai en 2002. Il donne sa démission en 2017.

## Biographie
Né le 11 octobre 1944 à Kaunas, le jeune Jonas tente d’entrer au séminaire (1962) après avoir achevé ses études secondaires dans sa ville natale. Il n’est pas accepté étant donné le contrôle sévère qu’exercent les autorités soviétiques sur les admissions au séminaire. Il fait alors des études de physique et mathématiques à l’université de Vilnius et y reçoit son diplôme en 1970. Il y travaille à l’institut de physique un certain temps, sous l’égide de l’académie lituanienne des sciences. 
À partir de 1975, Jonas Boruta fait des études de théologie, ayant rejoint le séminaire clandestin. Et en 1981, il entre chez les Jésuites. Sa formation spirituelle (noviciat) et intellectuelle continue à être clandestine car la Compagnie de Jésus est officiellement illégale dans le pays. Le 5 août 1982, il est secrètement ordonné prêtre. La même année, en 1982, il soumet sa dissertation doctorale, mais ne recevra jamais son certificat de ‘doctorat en physique et mathématiques’. 
Bien que prêtre, il ne peut exercer aucun ministère sacerdotal, n’ayant pas l’accord des autorités soviétiques. À partir de 1983, après l’arrestation de son fondateur et premier éditeur (Sigitas Tamkevičius), le père Boruta devient éditeur de la publication dissidente clandestine ‘Chronique de l’Église catholique en Lituanie’.  Durant la même période (1983-1989), Jonas Boruta est également un des principaux organisateurs et professeurs des cours de théologie pour religieuses de diverses congrégations lituaniennes : tout cela se fait clandestinement. 
Avec l’indépendance de la Lituanie en 1990, la liberté religieuse est rétablie : la situation change complètement. Depuis 1989, Jonas Boruta est responsable de la catéchèse nouvelle du l’archidiocèse de Vilnius et y organise le cours de catéchisme par correspondance.  De 1989 à 1998, il est supérieur provincial des Jésuites de Lituanie. Il faut également organiser leur sortie de clandestinité. De 1997 à 2006, il est président de l’Académie catholique lituanienne de science. 
Nommé évêque auxiliaire de l’archevêque de Vilnius et évêque titulaire de Vulturaria (de), le père Boruta reçoit la consécration épiscopale le 21 juin 1997 des mains de Mgr Audrys Juozas Bačkis avec comme co-consécrateurs Sigitas Tamkevičius et Juozas Tunaitis (lt). Dès cette année-là (1997), il est élu secrétaire de la conférence épiscopale de Lituanie. Il y sera également responsable de la commission liturgique (2002-2011) et des relations œcuméniques (2002-2014).
Le 5 janvier 2002, Mgr Boruta est transféré comme évêque du diocèse de Telšiai dans le nord du pays. 
Le 18 septembre 2017, le pape François accepte la démission de Mgr Boruta. Son coadjuteur, Mgr Kęstutis Kėvalas, lui succède comme évêque du diocèse de Telšiai.